# Автомагістраль A31 (Нідерланди)
Автомагістраль A31 — голландська автомагістраль у провінції Фрисландія, яка пролягає від Афслютдейку через Гарлінген і Леуварден до Драхтену. Дорога починається від A7 з розв’язки Цюрих (трохи нижче села Цюрих) і також закінчується назад на A7, де вона досягає перехрестя Драхтен. Вона є автомагістраллю лише на розв’язці Цюриху та між Гарлінгеном і Марссумом (безпосередньо перед Леуварденом). Решта маршруту – двосмугова. A31 між Харлінгеном і Леуварденом є однією з небагатьох автомагістралей у Нідерландах, яка не з’єднується безпосередньо з іншою автострадою.

## Вальдвей
Відрізок від Леуварден-Хемріксайн до Драхтена був перетворений на чотирисмугову автомагістраль з окремими проїжджими частинами між 2003 і 2008 роками і також називається Wâldwei. Частиною роботи було будівництво акведука Лангділ та подвоєння до Фонеяхтбруга. 31 жовтня 2007 року рух вперше міг використовувати чотири смуги вздовж усього маршруту, та завершивши подвоєння до Вальдвея. Ділянка дороги була офіційно відкрита 21 січня 2008 року міністром транспорту, громадських робіт і водного господарства Ерлінгсом.

## Петля навколо Леувардена
Рішення про маршрут на ділянці між A31 і початком Вальдвея, також відомого як Петля навколо Леувардена, було підписано 15 квітня 2009 року міністрами Крамером (VROM) і Ерлінгсом (міністерство транспорту і водного господарства).
Дорога починається на північному заході на перехресті A31 з N383 у Марссумі та з’єднується з A32 у Верпстергуку. Шлях перетинає канал Ван Харінксма через Акведук Річарда Хагемана. Зараз у Верпстергуку розпочато роботу на станції "Leeuwarden Werpsterhoeke" з трансферіумом. Новий західний під’їзний шлях від Леувардена, також з акведуком під каналом Ван Харінксма, з’єднується з петлею навколо Леувардена.
Навесні 2010 року розпочалися роботи по будівництву петлі навколо Леувардена і пов'язаних з ним споруд.